# Rudolf Repka
Rudolf Repka (* 23. června 1972 Uherské Hradiště) je českým římskokatolickým knězem a sídelním kanovníkem litoměřické kapituly.

## Život

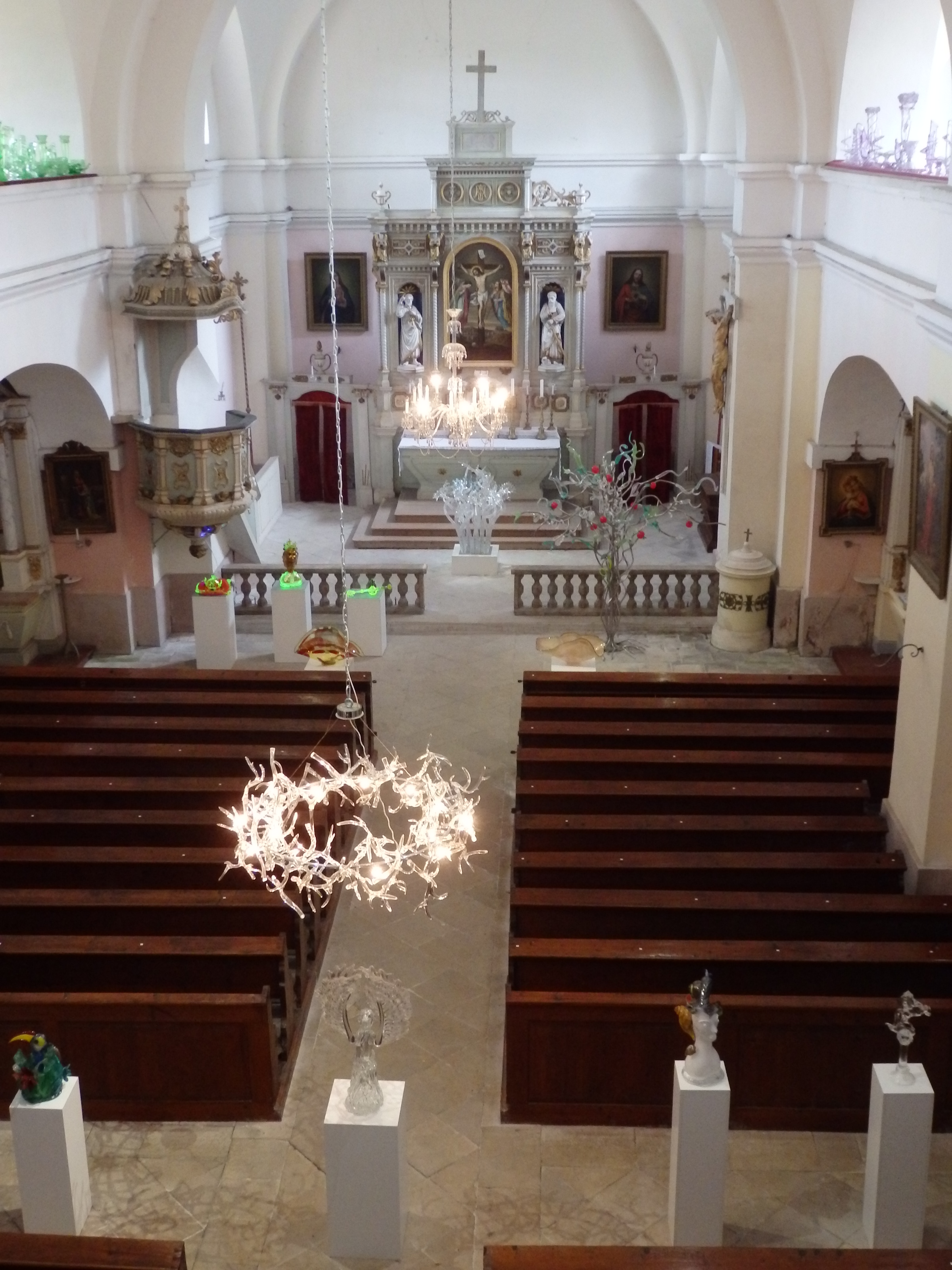
Křišťálové instalace v kostele Povýšení sv. Kříže v Kunraticích u Cvikova

Po absolvování základní školy ve Vlčnově se učil v učňovském oboru truhlář v Rousínově u Vyškova. Po dokončení učňovského oboru pokračoval na stejné škole ve středoškolském studiu při zaměstnání, které v roce 1991
zakončil maturitou v oboru nábytkář. Ve stejném roce se přihlásil na studium teologie a v září 1991 nastoupil do Teologického konviktu v Litoměřicích. Na jáhna jej 21. června 1997 vysvětil biskup Josef Hrdlička. Jáhenský rok prožil v Chomutově. Kněžské svěcení přijal 8. května 1998 z rukou biskupa Josefa Koukla ve Vlčnově. Po kněžském svěcení byl ustanoven spirituálem Biskupského gymnázia v Bohosudově, kde prožil šest let. Poté sloužil rok ve farním obvodu Srbská Kamenice a následně dva roky jako kaplan ve farnosti Ústí nad Labem. Od roku 2007 se stal administrátorem ve farním obvodu Cvikov a od roku 2010 se stal zároveň okrskovým vikářem v českolipském vikariátu. 12. února 2011 byl biskupem Janem Baxantem instalován za sídelního kanovníka litoměřické kapituly s kanonikátem königseggiánský II. Od 1. září 2016 se stal ve Cvikově farářem. K Římskokatolické farnosti Cvikov patří další farnosti, které jsou ze Cvikova spravovány excurrendo. V době pandemie covidu-19 se stal jedním z důležitých aktérů na telefonické Lince krizové duchovní pomoci.

### Křišťálový chrám

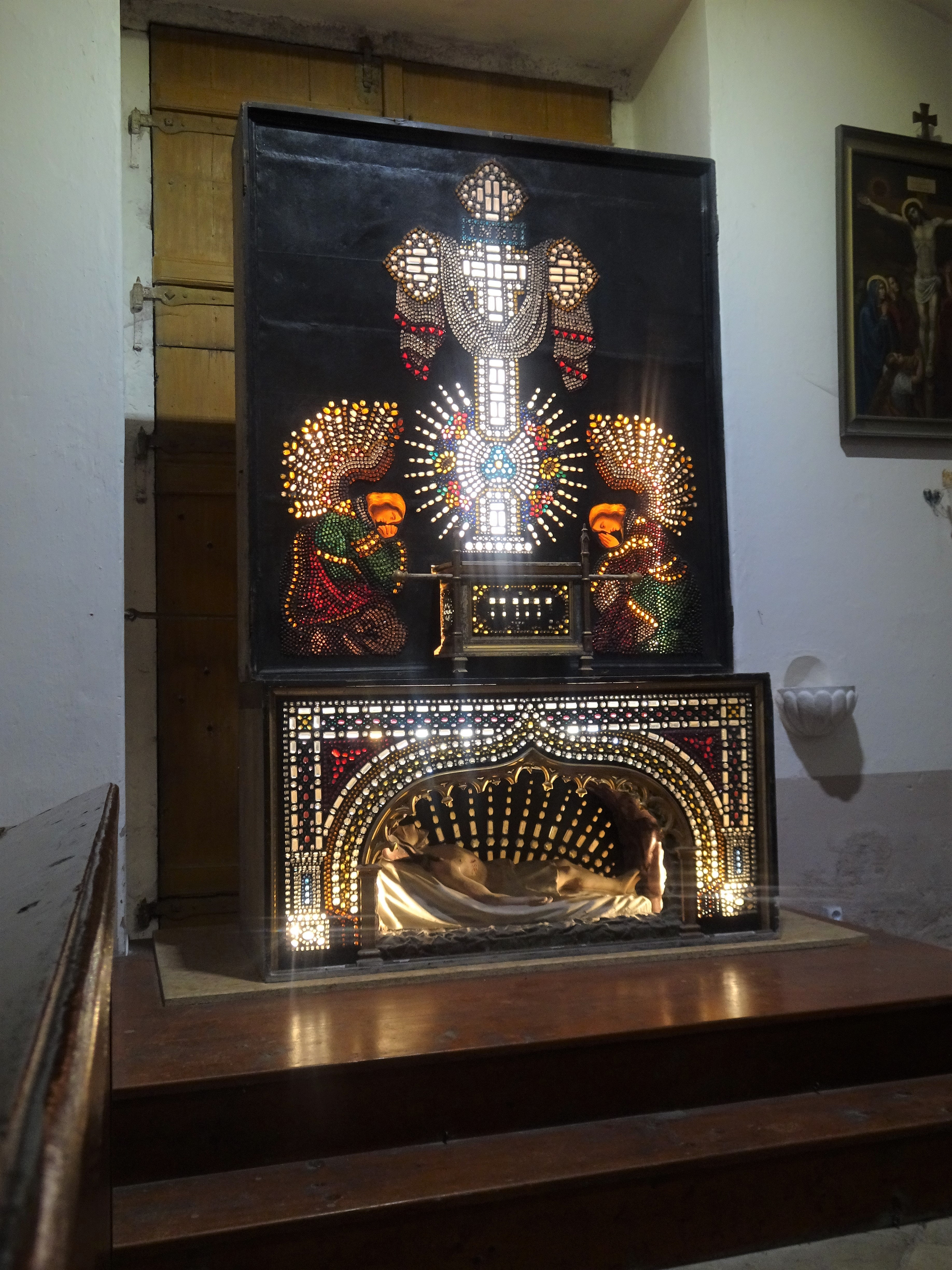
Boží hrob v kunratickém kostele

Ve cvikovské farní kolatuře se nachází také kostel Povýšení sv. Kříže v Kunraticích u Cvikova, který spolu s uměleckým sklářem Jiřím Pačinkem proměnil v tzv. Křišťálový chrám, prostor kde jsou vystavovány umělecké předměty ze skla. V roce 2021 Repka objevil v kunratickém kostele ukrytý Boží hrob z křišťálu. Nacházel se v obyčejné dřevěné bedně mezi ostatními nepoužívanými předměty. Podařilo se zjistit, že tento Boží hrob vytvořila sklářská rodina Zbitkových v 19. století, která se sklářstvím začala v roce 1846 v Olomouci. Specializovala se na výrobu mobilních oltářů, Božích hrobů a lurdských jeskyní. V roce 2023 zde byla nalezena ve zdivu kunratického kostela asi dvě stě let stará vitráž Božího oka. Z Pačinkovy dílny pak pochází také skleněný relikviář sv. Zdislavy, jehož vytvoření Repka inicioval. 2. října 2021 si tento relikviář do Kunratic u Cvikova přijel prohlédnout apoštolský nuncius Charles Daniel Balvo a 10. listopadu 2021 jej předali čeští biskupové papeži Františkovi v rámci jejich návštěvy Ad limina. Při generální audienci papež František pak osobně pozdravil skupinu českých řemeslníků a umělců, kteří vytvořili předávané dary. Dalším dílem, které z Křišťálového chrámu doputovalo do Říma se stala Křišťálová přilba sv. Václava z Kunratic u Cvikova. Stala se darem, který se Rudolf Repka, Jiří Pačinek a David Sobotka rozhodli vytvořit a předat jako oficiální dar v předvečer svátku sv. Václava 27. října 2022 velvyslanci České republiky ve Vatikánu Václavu Kolajovi. Nálezy skleněného Božího hrobu a vitráže vedly z Repkovy iniciativy ke Křišťovým poutím do kostela Povýšení sv. Kříže v Kunraticích u Cvikova.